# Isle of Man TT 1955
Isle of Man TT 1955 je bila tretja dirka motociklističnega prvenstva v sezoni 1955. Potekala je na dirkališču Isle of Man.

## Razred 500 cm3
| Poz | Dirkač        | Država              | Moštvo     | Hitrost   | Čas       | Točke |
| --- | ------------- | ------------------- | ---------- | --------- | --------- | ----- |
| 1   | Geoff Duke    | Združeno kraljestvo | Gilera     | 97.93 mph | 2.41.49.8 | 8     |
| 2   | Reg Armstrong | Združeno kraljestvo | Gilera     | 96.74 mph | 2.43.49.0 | 6     |
| 3   | Ken Kavanagh  | Avstralija          | Moto Guzzi | 95.16 mph | 2.46.32.8 | 4     |
| 4   | Jack Brett    | Združeno kraljestvo | Norton     | 94.52 mph | 2.47.39.6 | 3     |
| 5   | Bob McIntyre  | Škotska             | Norton     | 93.83 mph | 2.48.53.2 | 2     |
| 6   | Derek Ennett  | Združeno kraljestvo | Matchless  | 92.54 mph | 2.51.14.4 | 1     |

## Razred 350 cm3
| Poz | Dirkač          | Država              | Moštvo     | Hitrost   | Čas       | Točke |
| --- | --------------- | ------------------- | ---------- | --------- | --------- | ----- |
| 1   | Bill Lomas      | Združeno kraljestvo | Moto Guzzi | 92.33 mph | 2.51.38.2 | 8     |
| 2   | Bob McIntyre    | Združeno kraljestvo | Norton     | 91.79 mph | 2.52.38.2 | 6     |
| 3   | Cecil Sandford  | Združeno kraljestvo | Moto Guzzi | 91.59 mph | 2.53.02.2 | 4     |
| 4   | John Surtees    | Združeno kraljestvo | Norton     | 90.61 mph | 2.54.52.2 | 3     |
| 5   | Maurice Quincey | Združeno kraljestvo | Norton     | 90.2 mph  | 2.55.42.0 | 2     |
| 6   | John Hartle     | Združeno kraljestvo | Norton     | 89.58 mph | 2.56.55.0 | 1     |

## Razred 250 cm3
| Poz | Dirkač              | Država              | Moštvo     | Hitrost   | Čas       | Točke |
| --- | ------------------- | ------------------- | ---------- | --------- | --------- | ----- |
| 1   | Bill Lomas          | Združeno kraljestvo | MV Agusta  | 71.37 mph | 1.21.38.2 | 8     |
| 2   | Cecil Sandford      | Združeno kraljestvo | Moto Guzzi | 70.63 mph | 1.22.29.4 | 6     |
| 3   | Hermann Paul Müller | Nemčija             | NSU        | 67.47 mph | 1.26.21.6 | 4     |
| 4   | Arthur Wheeler      | Združeno kraljestvo | Moto Guzzi | 64.92 mph | 1.29.44.4 | 3     |
| 5   | Dave Chadwick       | Združeno kraljestvo | RD Special | 64.2 mph  | 1.30.45.6 | 2     |
| 6   | Bill Webster        | Združeno kraljestvo | Velocette  | 61.27 mph | 1.35.05.4 | 1     |

## Razred 125 cm3
| Poz | Dirkač        | Država              | Moštvo    | Hitrost   | Čas       | Točke |
| --- | ------------- | ------------------- | --------- | --------- | --------- | ----- |
| 1   | Carlo Ubbiali | Italija             | MV Agusta | 69.67 mph | 1.23.38.2 | 8     |
| 2   | Luigi Taveri  | Italija             | MV Agusta | 69.64 mph | 1.23.40.2 | 6     |
| 3   | G Lattanzi    | Italija             | Mondial   | 67.84 mph | 1.25.53.0 | 4     |
| 4   | Bill Lomas    | Združeno kraljestvo | MV Agusta | 67.26 mph | 1.26.37.8 | 3     |
| 5   | Bill Webster  | Združeno kraljestvo | MV Agusta | 55.9 mph  | 1.44.14.0 | 2     |
| 6   | R W Porter    | Združeno kraljestvo | MV Agusta | 54.93 mph | 1.46.05.0 | 1     |